# Modelos fundacionales
Un modelo fundacional, o modelo de base,  es un modelo  de inteligencia artificial entrenado con una gran cantidad de datos de diferentes dominios no etiquetados (generalmente mediante aprendizaje autosupervisado) que da como resultado un modelo que se puede adaptar a una amplia gama de tareas . Los modelos fundacionales han transformado el desarrollo de los sistemas de IA desde su introducción en 2018. Los primeros ejemplos de modelos fundacionales fueron grandes modelos de lenguaje pre-entrenados tales como BERT  y GPT-3 . Usando las mismas ideas, se han construido modelos específicos de dominio que usan secuencias de otros tipos de tokens, como códigos médicos. Posteriormente, se han producido modelos fundacionales multimodales, incluidos DALL-E, Flamingo, y Florence.  El Centro de Investigación de Modelos Fundacionales (CRFM) del Institute for Human-Centered Artificial Intelligence de la Universidad de Stanford (HAI) popularizó el término.

## Definiciones
El Centro de Investigación sobre Modelos Fundacionales (CRFM) del Instituto de Inteligencia Artificial Centrada en el Ser Humano (HAI) de la Universidad de Stanford acuñó el término «modelo fundacional» en agosto de 2021 para referirse a «cualquier modelo que se entrene con un conjunto de datos multidominio de gran escala (generalmente mediante entrenamiento autosupervisado) que pueda adaptarse (afinarse) a una amplia gama de tareas. Se optó por el término «modelo fundacional» en lugar de «modelo fundamental» para dar a entender que estos son como el "cimiento" para modelos específicos y no son, explicitamente, fuente de principios fundamentales dado su carácter emergente e incompleto. 
A medida que los gobiernos regulan los modelos fundacionales, han surgido nuevas definiciones legales.
- En Estados Unidos, la Orden Ejecutiva sobre el Desarrollo y Uso Seguro y Confiable de la Inteligencia Artificial lo define como «un modelo de IA que se entrena con gran cantidad de datos; generalmente usando la autosupervisión; contiene al menos decenas de miles de millones de parámetros y es aplicable en una amplia gama de contextos».[7]
- En la Unión Europea, lel Reglamento sobre Inteligencia Artificial lo define como un «modelo de IA que se entrena con datos de varios dominios a gran escala, está diseñado para la generalización de los resultados y puede adaptarse a una amplia gama de tareas».[8]
- En el Reino Unido, el informe AI Foundation Models: Initial Report [9] lo define como «un tipo de tecnología de IA que se entrena con grandes cantidades de datos y que puede adaptarse a una amplia gama de tareas y operaciones.»